# القيصر (مسلسل)
القيصر هو مسلسل تليفزيوني مصري بدأ عرضه في رمضان 2016 حصري على قنوات أون تي في وشبكة راديو وتلفزيون العرب ويعتبر المسلسل جزء ثاني من مسلسل «اسم مؤقت» ليوسف الشريف والذي تم انتاجه عام 2013، وتدور أحداث مسلسل القيصر حول شخص يمتلك قدرات غير عادية، يُدعى (القيصر) تابع لإحدى الجماعات الارهابية الدولية المتطرفة، والتي تتبنى عمليات إرهابية، ومع تولي القيصر قيادة المجموعة يفاجئ بحصار الشرطة له في أحد أنفاق رفح، والتي تتولى الشرطة الهجوم والقبض علي المجموعه والقضاء على جميع الموجودين بها، يصبح هو الناجي الوحيد وتدور أحداث المسلسل في إطار أكشن تشويقي، متطرقا لعالم الجماعات الارهابية الدولية المتطرفة مثل داعش وغيرها ويجسد (القيصر) دور الأباتجي أي قائد مجموعة متطرفة يقوم بتسليم نفسه للشرطة ويتم سجنه في أحد السجون البعيدة عن جمعيات حقوق الإنسان مثل سجن أبو غريب أو معتقل جوانتانامو الذي يُسجن فيه أخطر المجرمين ولكن تظهر ناشطة جريئة من حقوق الإنسان تستهدف هذه السجون وتتورط الناشطة (فريدة) مع (القيصر) في أحداث مثيرة وتمر الأحداث بحيث تقوم هذه العناصر التكفيرية بأختطاف بعض رجال الشرطة ولهذا يقوم رئيس السجن بالإتفاق مع وزارة الداخلية بإطلاق سراحه ويتم المساومة على إطلاق رجال الشرطة المختطفين ولكن يهرب منهم وتتغير الأحداث إلى صراع كبير، المسلسل من تاليف محمد ناير ومن إخراج أحمد نادر جلال، وتصميم أزياء إنجي علاء، ويضم المسلسل عددًا من الفنانين ومنهم: يوسف الشريف، خالد زكي، طارق النهري، أشرف زكي، أحمد سعيد عبد الغني، ريهام عبد الغفور، أحمد حلاوة، ياسر علي ماهر وآخرين من نجوم المسلسل وضيوف الشرف.

## وصلات خارجية
- الصفحة الرسمية لمسلسل القيصر على فيسبوك